# Vestfirðir
Vestfirðir (dosłownie Fiordy Zachodnie) – region administracyjny w północno-zachodniej Islandii, obejmujący historyczne okręgi (sýsla) Barðastrandarsýsla, Ísafjarðarsýsla i Strandasýsla oraz dziewięć współczesnych gmin. Jest to obszar bardzo słabo zaludniony (0,74 osób/km²). Mieszka tu niecałe siedem tysięcy mieszkańców (2018), z czego duża część w Ísafjörður (głównym mieście i stolicy regionu). Pozostali mieszkają w mniejszych osadach oraz samotnych farmach. Od wielu lat obserwuje się wyludnianie tego obszaru, wynikające głównie z mechanizacji rybołówstwa i przetwórstwa rybnego. W 1910 roku mieszkało tu 13 386 osób, w 1950 było ich 11 166, a w 1998 pozostało 8601. Większość osób migruje do Reykjavíku.

## Gminy regionu
| Kod  | Gmina                   | Ludność (1 stycznia 2015) | Ludność (1 stycznia 2018) | Powierzchnia (km²) |
| ---- | ----------------------- | ------------------------- | ------------------------- | ------------------ |
| 4100 | Bolungarvíkurkaupstaður | 923                       | 945                       | 109                |
| 4200 | Ísafjarðarbær           | 3 629                     | 3 707                     | 2 379              |
| 4502 | Reykhólahreppur         | 268                       | 275                       | 1 090              |
| 4604 | Tálknafjarðarhreppur    | 305                       | 244                       | 176                |
| 4607 | Vesturbyggð             | 1 002                     | 1 024                     | 1 339              |
| 4803 | Súðavíkurhreppur        | 204                       | 196                       | 749                |
| 4901 | Árneshreppur            | 54                        | 43                        | 707                |
| 4902 | Kaldrananeshreppur      | 112                       | 109                       | 387                |
| 4911 | Strandabyggð            | 473                       | 451                       | 1 906              |
|      | Razem                   | 6 883                     | 6 994                     | 9 409              |

## Miejscowości regionu
Poszczególne miejscowości regionu zamieszkiwała następująca liczba ludności (stan na 1 stycznia 2018):
- Ísafjörður (Ísafjarðarbær) – 2625 mieszkańców
- Bolungarvík (Bolungarvíkurkaupstaður) – 924 mieszkańców
- Patreksfjörður (Vesturbyggð) – 677 mieszkańców
- Hólmavík (Strandabyggð) – 320 mieszkańców
- Þingeyri (Ísafjarðarbær) – 276 mieszkańców
- Suðureyri (Ísafjarðarbær) – 257 mieszkańców
- Tálknafjörður (Tálknafjarðarhreppur) – 231 mieszkańców
- Bíldudalur (Vesturbyggð) – 225 mieszkańców
- Hnífsdalur (Ísafjarðarbær) – 208 mieszkańców
- Flateyri (Ísafjarðarbær) – 177 mieszkańców
- Súðavík (Súðavíkurhreppur) – 157 mieszkańców
- Reykhólar (Reykhólahreppur) – 130 mieszkańców
- Drangsnes (Kaldrananeshreppur) – 77 mieszkańców.

W pozostałym (rozproszonym) osadnictwie na terenie gminy zamieszkiwało 710 osób.

## Geografia

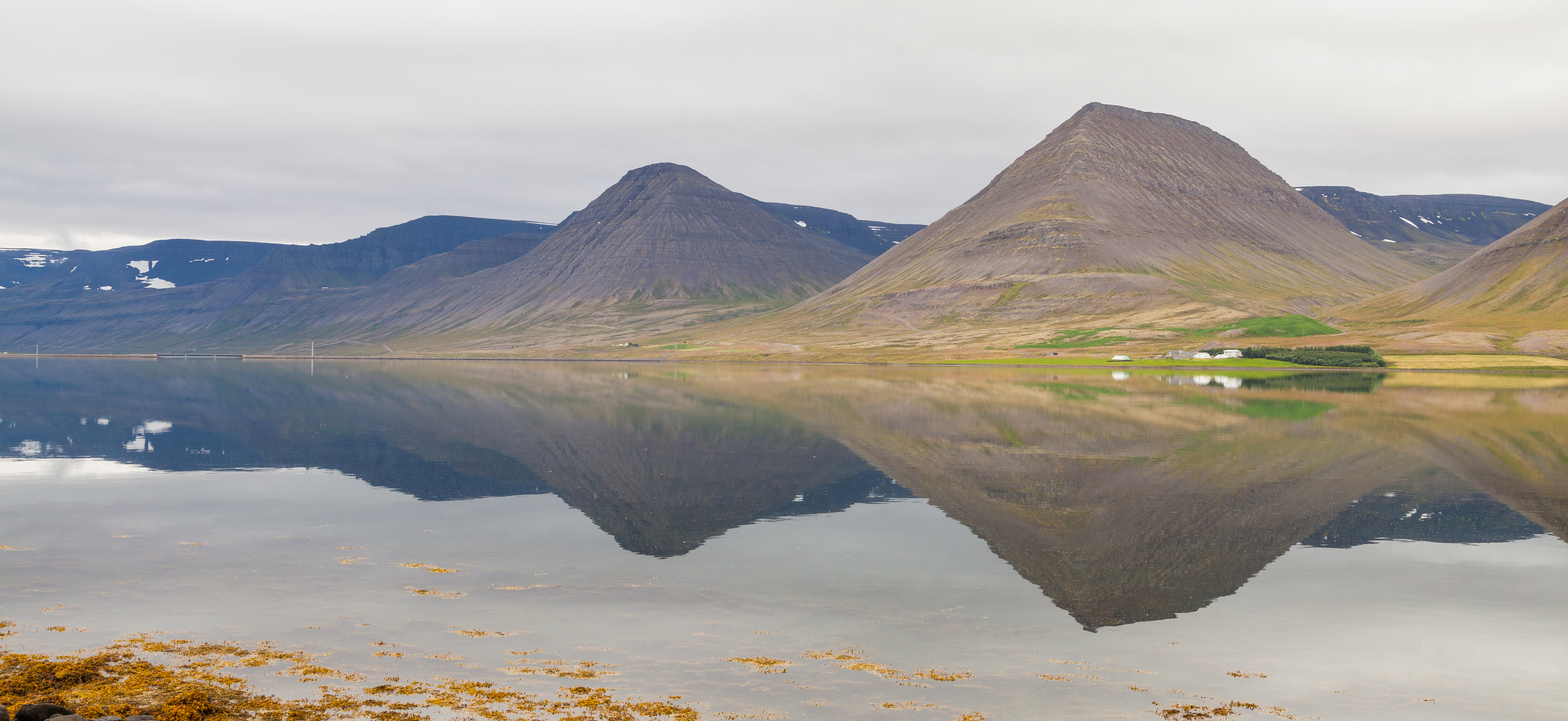
Dýrafjörður, Vestfirðir

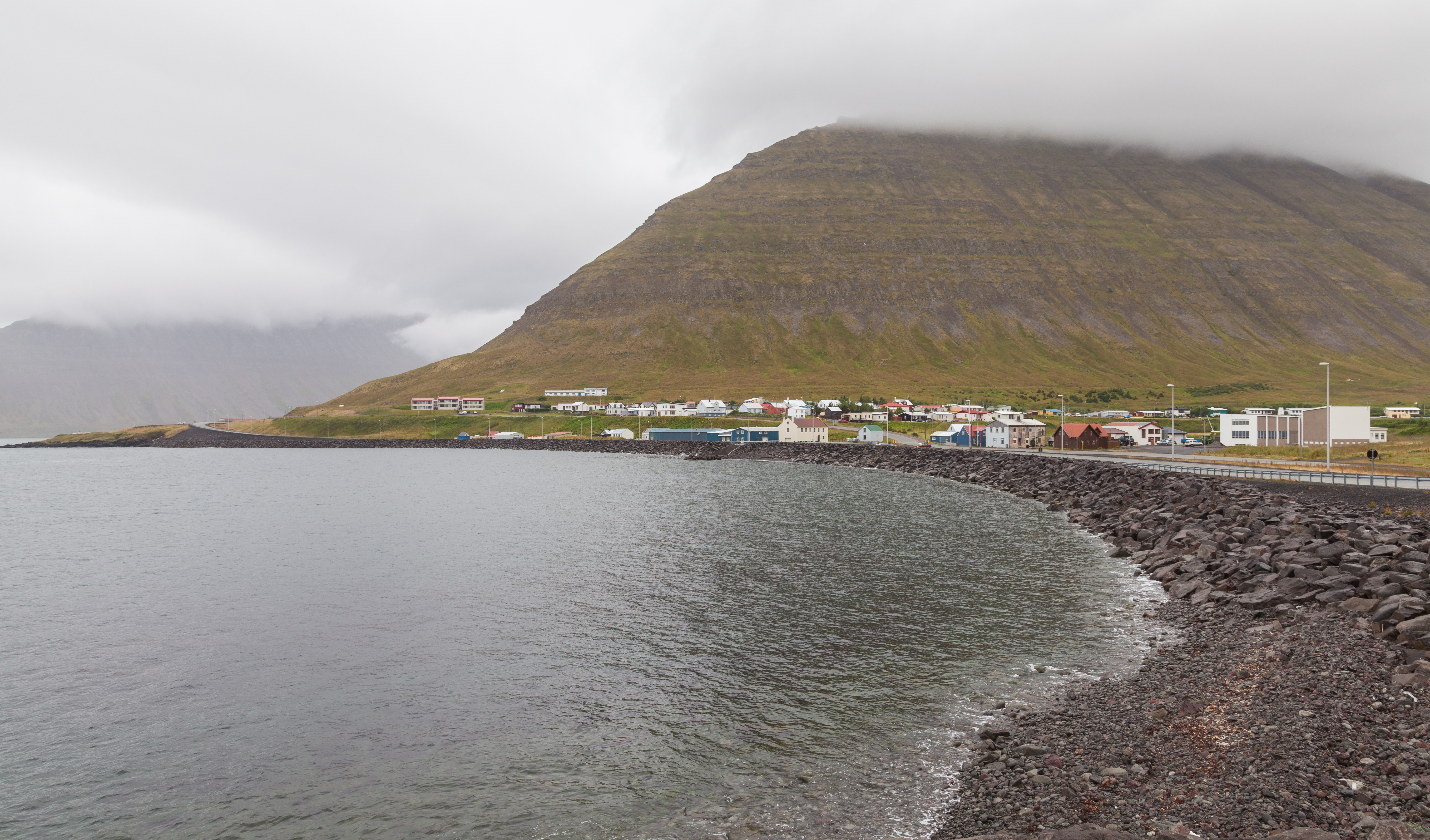
Ísafjörður, Vestfirðir

Geograficznie region ten zajmuje obszar Półwyspu Północno-Zachodniego, połączonego z resztą wyspy wąskim przesmykiem o szerokości 12 km. Linia brzegowa jest bardzo dobrze rozwinięta – jej długość wynosi 2100 km, co stanowi 1/3 linii brzegowej całej wyspy. Wzdłuż niej można znaleźć ponad 50 fiordów i zatok, sięgających niekiedy 10 km w głąb lądu. Wnętrze półwyspu zajmują góry o spłaszczonych wierzchowinach, o wysokościach sięgających 900 m n.p.m., które opadają stromym ścianami do oceanu. Wiek bazaltowych skał oceniany jest na 16 milionów lat.

## Atrakcje turystyczne
Najciekawszym miejscem regionu jest Ísafjörður, gdzie można obejrzeć stare XVIII-wieczne budynki oraz zwiedzić muzeum żeglugi i rybołówstwa w tym regionie. Ponadto zainteresowaniem turystów cieszy się nieskażona ludzką obecnością natura. Wielu z nich przyjeżdża podziwiać stanowiska dzikiego ptactwa, gnieżdżącego się na skalnych urwiskach.
Do przyrodniczych atrakcji regionu należą:
- czerwona plaża Rauðasandur, na której od bywa doroczny festiwal muzyczny
- klif Látrabjarg, będący najbardziej na zachód wysuniętym punktem Islandii
- wodospad Dynjandi
- rezerwat Hornstrandir
- wybrzeże Strandir.